# Lijst van Franse gouverneurs van Cochin-China
Dit is een lijst met de Franse gouverneurs in Cochin-China (in hedendaags Vietnam). Op de Franse gouverneurs van Indochina na waren zij de hoogste autoriteit in het gebied.  Ze opereerden grotendeels zelfstandig. Voor zover bekend zijn de jaartallen vermeld: 
Met zetel in Đà Nẵng (Tourane):
- september 1858 - 1859 Charles Rigault de Genouilly
- 19 oktober 1859 - 23 maart 1860 Théogène François Page

Met zetel in Saigon:
- 18 februari 1859 - 1859 Charles Rigault de Genouilly
- 1859 - maart 1860 Jean-Bernard Jauréguiberry, waarnemend
- maart 1860 - 6 februari 1861 Théogène François Page
- 1 april 1860 - 6 februari 1861 Joseph Hyacinthe Louis Jules d'Ariès, waarnemend voor Page)
- 6 februari 1861 - 29 november 1861 Léonard Victor Joseph Charner
- november 1861 - 16 oktober 1863 Louis Adolphe Bonard
- 16 oktober 1863 - 5 april 1868 Pierre Paul Marie de La Grandière
- 5 april 1868 - 10 december 1869 Marie Gustave Hector Ohier
- 10 december 1869 - 9 januari 1870 Joseph Faron, waarnemend
- 9 januari 1870 - 1 april 1871 Alphonse de Cornulier-Lucinière
- 1 april 1871 - 16 maart 1874 Marie Jules Dupré
- 16 maart 1874 - 1 december 1874 Jules François Émile Krantz
- 1 december 1874 - 16 oktober 1877 Victor Auguste
- 16 oktober 1877 - 7 juli 1879 Louis Charles Georges Jules Lafont
- 7 juli 1879 - 7 november 1882 Charles Le Myre de Vilers
- 7 november 1882 - juli 1885 Charles Thomson
- juli 1885 - juni 1886 Charles Auguste Frédéric Begin
- juni 1886 - oktober 1887 Ange Michel Filippini
- 23 oktober 1887 - 2 november 1887 Noël Pardon, waarnemend
- 3 november 1887 - 15 november 1887 Georges Jules Piquet, waarnemend

Luitenant-gouverneurs:
- november 1887 - april 1888 Ernest Constans
- april 1888 - 1888 Auguste Eugène Navelle
- 1889 Augustin Julien Fourès (1e keer)
- 1889 - 1892 Henri Danel
- 1892 - 1895 Augustin Julien Fourès (2e keer)
- 1895 - 1897 Alexandre Ducos
- 1897 - 1898 Ange Eugène Nicolai
- 1898 - 1901 Édouard Picanon
- 1901 - 1902 Henri de Lamothe
- 1902 - 1906 François Pierre Rodier
- 1906 - 1907 Olivier Charles Arthur de Lalande de Calan
- 1907 - 1909 Louis Alphonse Bonhoure
- 1909 - 1911 Maurice Gourbeil

Gouverneurs:
- 1911 - 1916 Maurice Gourbeil
- 1916 - 1921 Maurice Le Gallen
- juni 1918 - februari 1920 Georges Maspero, waarnemend voor Le Gallen.
- 1921 - 1926 Maurice Cognacq
- 1926 - 1929 Paul Marie Alexis Joseph Blanchard de la Brosse
- 1929 - 1934 Jean-Félix Krautheimer
- 1934 - 1939 Pierre André Michel Pagès
- 1939 - 1940 René Veber
- 1940 - 1942 André Georges Rivoal